# واکنش آلگار–فلین–اویامادا
واکنش آلگار–فلین–اویامادا(به انگلیسی: Algar–Flynn–Oyamada reaction) واکنشی شیمیایی در شیمی آلی است که طی آن کالکونوید در حضور یک عامل اکسنده، به یک فلاونول، اکسید می‌شود. این واکنش منجر به تشکیل یک حلقه جدید در ترکیب می‌شود.